# Kościół Podwyższenia Krzyża Świętego w Kartnie
Kościół Podwyższenia Krzyża Świętego w Kartnie – katolicki kościół filialny zlokalizowany we wsi Kartno w gminie Stare Czarnowo, w powiecie gryfińskim (województwo zachodniopomorskie). Jest filią parafii Najświętszego Serca Pana Jezusa w Gardnie.

## Historia i architektura
Murowana z granitowej kostki świątynia wzniesiona została w 2. połowie XIII wieku. Ma formę budowli salowej, bezwieżowej, ulokowanej na planie prostokąta. Zakończony jest absydą, dobudowaną w późniejszym okresie. Posiada dwa portale wejściowe – od strony zachodniej trójuskokowy, od strony północnej dwuuskokowy. W elewacji wschodniej widoczny jest ślad po zamurowanym dużym gotyckim oknie, częściowo przesłoniętym dzisiaj absydą. Szczyt w elewacji zachodniej posiada element dekoracyjny w formie murowanych z cegły ostrołukowych arkad. Ościeża wymurowane są z cegieł.
Wnętrze świątyni nakryte jest drewnianym stropem. Historyczne wyposażenie nie zachowało się.
Kościół popadł w ruinę po zakończeniu II wojny światowej, odbudowano go w latach 1981–1984. Świątynię poświęcił w dniu 4 listopada 1984 roku biskup Kazimierz Majdański.
Do kościoła przylega cmentarz, otoczony kamiennym murem ze średniowieczną bramą.